# Aneloklab
Aneloklab ist ein kleines Motu im Westen des Arno-Atolls der pazifischen Inselrepublik Marshallinseln.

## Geographie
Aneloklab ist eine Zwillingsinsel zu Anedoul und bildet zusammen mit Arno, den nördlich gelegenen Eniairik, Ulien und Kiden, sowie weiteren kleinen Motus den Ostrand der Arno Main Lagoon.